# Episodi di Heartless (seconda stagione)
La seconda ed ultima stagione della serie televisiva Heartless, composta da 3 episodi, è stata interamente trasmessa in Danimarca su Kanal 5 il 22 novembre 2015.
In Italia, la stagione verrà trasmessa su Nove dal 1° al 15 dicembre 2018. Inoltre, tutti gli episodi sono disponibili su DPlay.
| n° | Titolo originale | Titolo italiano | Prima TV Danimarca | Prima TV Italia  |
| -- | ---------------- | --------------- | ------------------ | ---------------- |
| 1  | Afsnit 6         | Episodio 6      | 22 novembre 2015   | 1º dicembre 2018 |
| 2  | Afsnit 7         | Episodio 7      | 22 novembre 2015   | 8 dicembre 2018  |
| 3  | Afsnit 8         | Episodio 8      | 22 novembre 2015   | 15 dicembre 2018 |

## Episodio 6
- Titolo originale: Afsnit 6
- Diretto da: Kaspar Munk

### Trama
Il rettore Just caccia solo gli occhi neri a scuola mentre sua figlia Emilie scopre il segreto di Sofie. I gemelli scoprono un cimitero nella foresta.

## Episodio 7
- Titolo originale: Afsnit 7
- Diretto da: Kaspar Munk

### Trama
I gemelli si uniscono con uno sconosciuto per dare la caccia al cuore d'oro, con conseguenze fatali. Just rivela quanto è disposto ad andare per combattere gli occhi neri.

## Episodio 8
- Titolo originale: Afsnit 8
- Diretto da: Kaspar Munk

### Trama
La verità viene fuori circa la maledizione di Sofie e Sebastian e la morte della madre di Emilie, costringendola a decidere tra i gemelli e la sua stessa famiglia.